# L'Amitié (film, 2022)
Pour les articles homonymes, voir L'Amitié (homonymie).
Pour plus de détails, voir Fiche technique et Distribution.
L'Amitié est un film français documentaire réalisé par Alain Cavalier et sorti en 2022.

## Synopsis
Alain Cavalier filme au quotidien trois hommes de son entourage : Boris Bergman, écrivain et parolier, d'Alain Bashung notamment ; Maurice Bernart, producteur de cinéma, dont Thérèse d'Alain Cavalier ; Thierry Labelle, coursier, qui a joué dans Libera Me du réalisateur. Chaque partie dure environ quarante minutes.

## Fiche technique
- Titre : L'Amitié
- Réalisation : Alain Cavalier
- Photographie : Alain Cavalier
- Montage : Françoise Widhoff
- Son : Alain Cavalier
- Société de production : Camera One
- Société de distribution : Tamasa
- Pays de production :  France
- Langue : français
- Durée : 124 minutes
- Dates de sortie : 
  - France : 9 juillet 2022 (Festival La Rochelle Cinéma)[3]
  - France : 26 avril 2023 (sortie nationale)

## Sélections
- Festival international du film de La Rochelle[4]
- Festival du film de Turin[5]